# Distrito de Arapa
Arapa es un distrito de la provincia de Azángaro en el departamento peruano de Puno, bajo la administración del Gobierno regional de Puno. 
Desde el punto de vista jerárquico de la Iglesia católica forma parte de la Diócesis de Puno, sufragánea de la Arquidiócesis de Arequipa.

## Historia
Su actual denominación proviene de los incas Arpasis los mismos que guardaban una relación directa con la Laguna de Arapa que fue denominada exactamente en la época pretiahuanaco la cual era un red incrustada, es decir un punto de intersección en varias vías de la época incaica.
El pueblo de San Juan Bautista de Arapa fue fundado bajo el reinado de Carlos I de España el 25 de junio de 1565.

## Geografía
Arapa se encuentra ubicado en las coordenadas 15°8′30″S 70°7′3″O / -15.14167, -70.11750. Según el INEI, Arapa tiene una superficie total de 329.85 km². Este distrito se encuentra situado en el sur de la provincia de Azángaro, en la zona norte del departamento de Puno y en la parte sur del territorio peruano. Su capital Arapa halla a una altitud de 3829 m s. n. m.; es un pueblo en el cual podemos encontrar varios destinos turísticos, cuenta con una laguna y a las orillas de ella se encuentra el pueblo de arapa.
| Noroeste: Distrito de San Juan de Salinas | Norte: Distrito de Azángaro | Noreste: Distrito de Taraco               |
| Oeste: Distrito de Santiago de Pupuja     |                             | Este: Distrito de Chupa y Laguna de Arapa |
| Suroeste Distrito de Achaya               | Sur: Distrito de Caminaca   | Sureste: Distrito de Samán                |

## Demografía
Según el censo del año 2007, había 8485 habitantes. La densidad de población era 25,7 hab./km².

## Economía
El distrito de Arapa es uno de los principales productores de trucha criada en su medio natural. Su producción y su comercialización están reguladas bajo estrictas normas internacionales.

## Autoridades
Municipales
- 2023 - 2026[5]
  - Alcalde: SIXTO CONDORI VILCA, del Movimiento de Integración y Revolución Andina (MIRA)
  - Regidores:

  1. Rufino Condori Mamani (MIRA)
  2. Teodocia Condori Laura (MIRA)
  3. Vicente Quispe Calapuja (MIRA)
  4. Karol Yudema Condori Chayña (MIRA)
  5. Juan Pedro Choque Torres (RH)

Religiosas
- Diócesis de Puno:[6] Obispo Jorge Pedro Carrión Pavlich

## Histórico de alcaldes
- 1996-1998: Eleodoro,Díaz Ayamamani
- 1999 - 2002: Mariano Trinidad Machaca Ligue, Unión por el Perú.
- 2003 - 2006: Jorge Rosello Calapuja, Lista Independiente "Desarrollo Comunal de Arapa".
- 2007 - 2010: César Gilberto Torres Rosello, Moral y Desarrollo.
- 2011 - 2013: Graciano Mendoza Ayamamani, Partido Aprista Peruano
- 2014 - 2014: Rogger Gregorio Torres Palli, APP.
- 2015 - 2018: César Gilberto Torres Rosello, Proyecto Político AQUI.
- 2019 - 2021: Rogger Gregorio Torres Palli,
- 2023 - 2026: Sixto Condori Vilca (MIRA)

## Festividades
- Carnaval de Arapa

## Patrimonio
- Templo de San Juan Bautista

Se encuentra frente a la plaza de Armas y al costado de la Municipalidad, proviene del siglo XVII, el año de 1575 fue encomendado al corregidor JUAN DE BARRIO, en el año de 1678 sufrió modificaciones en la Bóveda así informa al obispo MOLLINEDO, nuevamente en el siglo XX año 1938 fue arreglado en su interior. Dentro del Templo existe un Monolito de Piedra Tallada asimismo en el umbral existe grabaciones con Jeroglíficos, al exterior en el lado Oeste se encuentra grabación de un animal auquénido en la pared, en el monolito de piedra se puede apreciar en la parte Superior grabaciones esculpidas en alto relieve con figuras de serpientes enrollados. En la parte central existen figuras geométricas de tipo Rombo y línea quebrada. En el inferior de la piedra existen (02) cabezas de suche con la cola larga semejante a las serpientes enrollados en forma simétrica, dicho monolito tiene mucha semejanza a la cultura Tiahuanaco de la época Pre inca.
- Piedra monolítica

Se encuentra en el templo de San Juan Bautista de Arapa el Monolito de Piedra, en el monolito se puede apreciar en la parte superior grabaciones esculpidas en alto relieve con figuras de serpiente en rollados. En la parte central existen figuras geométricas de tipo Rombo y línea quebrada. En el inferior de la piedra existen dos cabezas de suche con cola larga semejante a las serpientes enrollados en forma simétrica también se ve un rumbo. Contemplado sus características importantes esta piedra es muy especial y rara, siendo la única que se encuentra en toda la zona, su medida es de dos a tres metros de largo por 1,2 m de ancho aproximado, dicho monolito tiene mucha semejanza a la cultura Pucara y Tiahuanaco de la época Pre Inca.
- Laguna de Arapa

Se encuentra a 1 km del distrito a 3 840 m s. n. m. Latitud Sur 15° 8′ 12″ altitud Oeste 70° 39′, en ella existe bastante flora, fauna y sus paisajes son atractivo, en la misma existe islas de (Arapa y Tequena) Isla Colorada, la profundidad máxima es de 85 m . Y a 27 m la profundidad media, el área es de 15.740 ha y su extensión es de 132 km² . Se comunica por inter medio del río ramis el Lago Titicaca y en años lluviosos se une con la misma, resultando una zona de pesca y caza abundante, en la comunidad Iscayapi existen jaulas de truchas asimismo una planta procesadora de truchas. 
En cuanto al clima es un poco cálido y variable en las comunidades circundantes, la fauna está constituida por totora, Llachhu, Algas y otros. La fauna acuática tiene muchas especies nativas como la Boga, Karachi, Humanto, Suche, Rana, Trucha, Mauri y Pejerrey, existen también variedad de aves como son: Patos Tikis, Flamenco, Zambullidor, Chhocas, Wasqallo, Kiwi y otros, existen también muchas playas como son Cruz Kunka, Iscayapi, Kojre, Pura, los puertos naturales de Lajas Qochu, Pampas de Impuchi, Cumpi, Millusani, en realidad el lago es muy limpio y ecológico para turismo vivencial.
- Estela lítica de Suche

Se encuentra en el sector AMAYANI lugar arqueológico situado en la quebrada, en ella existen evidencias de plataforma rodeada de muros, en una de la plataforma se halla precisamente una ESTELA recortada de SUCHE en alto relieve, posiblemente sea del periodo horizonte temprano de 1300a.c. de la cultura K’aluyo. La estela de suche está tallada en un bloque lítico de ARGILITA, en una roca sedimentaria representado con un motivo ZOOMORFITO “SUCHE” estilizado en ambas caras, hoy en día lamentablemente fue decapitado por los extirpadores de idolatría, alrededor existen varios fragmentos de cerámica K’aluyo, puede ser también de la Cultura Collao e Inca a 3855 m s. n. m.
- Restos arqueológicos de Villa de Betanzos

Recursos que se encuentran a 5 km de Arapa en el Centro Poblado de Villa Betanzos, en este lugar existen una iglesia o gemplo colonial con dos picotas en la plaza, asimismo existe una piedra con inscripción (JB) Juan Betanzos era dueño del Caserío, la picota mayor mide 63 cm de altura y el contorno de 101 cm, la piedra menor mide 54 cm de altura, el contorno de 99 cm y la distancia entre ambos es de 998 cm, en cuanto a su significado demuestra que tendrá Horca y Cuchillo es decir (Justicia y Criminal), alrededor de la piedra JB existen Chullpas Huaqueadas, en el APU OLLASUPO (Cultura Kolla) existe un lugar arqueológico del año 1450a.c. es un lugar Fortificado con Murallas los cerros majestuosos llamados APU ALLASUPO Y TUMUCO, en la cima se aprecia construcciones de habitaciones defensivas, rocas labrada con motivos ceremoniales, es necesario recordar que JUAN DE BETANZOS ATAHUALPA, dueño y señor amo de las minas de plata y plomo fue hijo del Cronista Español Juan de Betanzos y de la Princesa Atahualpa, era la hermana del primer mártir de la civilización incaica.